# Poeciloneta furcata
Poeciloneta furcata là một loài nhện trong họ Linyphiidae.
Loài này thuộc chi Poeciloneta. Poeciloneta furcata được James Henry Emerton miêu tả năm 1913.